# Holbæk (commune)
Pour la ville qui donne son nom à la commune, voir Holbæk.
Holbæk  est une commune du Danemark située dans la région Sjælland. Issue de la réforme communale de 2007, sa population s'élevait cette même année à 68 451 habitants, pour une superficie de 578,33 km2.
Elle se compose, entre autres, de la ville de Jyderup (en).

## Histoire
Holbæk est le résultat du regroupement de cinq villes :
- Holbæk ;
- Jernløse ;
- Svinninge ;
- Tornved ;
- Tølløse.

## Politique
| Période                                  | Période          | Identité                    | Étiquette        | Qualité |
| ---------------------------------------- | ---------------- | --------------------------- | ---------------- | ------- |
| 1er janvier 2007                         | 31 décembre 2009 | Jørn Sørensen (da)          | Radikale Venstre |         |
| 1er janvier 2010                         | 31 décembre 2017 | Søren Kjærsgaard (da)       | Venstre          |         |
| 1er janvier 2018                         |                  | Christina Krzyrosiak Hansen | Social-démocrate |         |
| Les données manquantes sont à compléter. |                  |                             |                  |         |